# فرجينيا بيتش (فرجينيا)
مدينة فيرجينيا بيتش (بالإنجليزية: Virginia Beach)‏ أكبر مدن ولاية فرجينيا يقدر عدد سكانها ب 438.415 نسمة عام 2013. تأسست عام 1601م شاركت في الثورة الأمريكية ضد الحكم البريطاني تعتبر أهم مدن الولاية وأغناها في عام 1793م بلغ عدد سكانها حوالي 200 ألف نسمة واعتبرت حينها واحدة من أكبر مدن الولايات المتحدة الأمريكية ولكن بعد اكتشاف الذهب والموارد الأخرى في الولايات الغربية لم تعد المدينة كسابق عهدها ولكنها احتفظت بجزء من مكانتها.

## التركيبة السكانية
حدّد مكتب تعداد الولايات المتحدة بيانات التركيبة السكانية لفرجينيا بيتش في تعداد الولايات المتحدة. في ما يلي، التركيبة السكانية حسب تعدادي 2000 و2010.

### تعداد عام 2000
بلغ عدد سكان فرجينيا بيتش 425,257 نسمة بحسب تعداد عام 2000، وبلغ عدد الأسر 154,455 أسرة وعدد العائلات 110,953 عائلة مقيمة في المدينة. في حين سجلت الكثافة السكانية 330 نسمة لكل كيلومتر مربع (854.7/ميل2). وبلغ عدد الوحدات السكنية 162,277 وحدة بمتوسط كثافة قدره 125.9 لكل كيلومتر مربع (326.1/ميل2).
وتوزع التركيب العرقي للمدينة بنسبة 71.41% من البيض و18.95% من الأمريكيين الأفارقة و0.38% من الأمريكيين الأصليين و4.91% من الأمريكيين ذوي الأصول الآسيوية و0.10% من سكان جزر المحيط الهادئ و1.51% من الأعراق الأخرى و2.75% من عرقين مختلطين أو أكثر و4.18% من الهسبانيون أو اللاتينيون من أي عرق.
بلغ عدد الأسر 154,455 أسرة كانت نسبة 42.1% منها لديها أطفال تحت سن الثامنة عشر تعيش معهم، وبلغت نسبة الأزواج القاطنين مع بعضهم البعض 55.7% من أصل المجموع الكلي للأسر، ونسبة 12.4% من الأسر كان لديها معيلات من الإناث دون وجود شريك، بينما كانت نسبة 3.8% من الأسر لديها معيلون من الذكور دون وجود شريكة وكانت نسبة 28.2% من غير العائلات. تألفت نسبة 20.4% من أصل جميع الأسر من عدة أفراد يعيشون في نفس المنزل ونسبة 5.5% كانت تتألف من شخص يعيش بمفرده يبلغ من العمر 65 عاماً أو أكثر. وبلغ متوسط حجم الأسرة المعيشية 2.70، أما متوسط حجم العائلات فبلغ 3.14.
بلغ العمر الوسطي للسكان 32.7 عاماً. وكانت نسبة 27.4% من القاطنين تحت سن الثامنة عشر، وكانت نسبة 9.2% بين الثامنة عشر والرابعة والعشرين عاماً، ونسبة 33.8% كانت واقعةً في الفئة العمرية ما بين الخامسة والعشرين والرابعة والأربعين عاماً، ونسبة 19.7% كانت ما بين الخامسة والأربعين والرابعة والستين، ونسبة 8% كانت ضمن فئة الخامسة والستين عاماً فما فوق. يوجد لكل 100 أنثى 96.7 ذكر، ويوجد لكل 100 أنثى في الثامنة عشر من عمرها فما فوق 94.0 ذكر.
بلغ متوسط دخل الأسرة في المدينة 48,705 دولارًا، أما متوسط دخل العائلة فبلغ 53,242 دولارًا. وكان متوسط دخل الذكور 33,756 دولارًا مقابل 25,979 دولارًا للإناث. وسجل دخل الفرد الخاص بالمدينة 22,365 دولارًا. وكانت نسبة 5.1% من العائلات ونسبة 6.5% من السكان تحت خط الفقر، وكان من هؤلاء نسبة 9% تحت سن الثامنة عشر ونسبة 4.7% في الخامسة والستين من العمر وما فوق.

### تعداد عام 2010
بلغ عدد سكان فرجينيا بيتش 437,994 نسمة بحسب تعداد عام 2010، وبلغ عدد الأسر 165,089 أسرة وعدد العائلات 113,999 عائلة مقيمة في المدينة. في حين سجلت الكثافة السكانية 339.9 نسمة لكل كيلومتر مربع (880.3/ميل2). وبلغ عدد الوحدات السكنية 177,879 وحدة بمتوسط كثافة قدره 138 لكل كيلومتر مربع (357.4/ميل2).
وتوزع التركيب العرقي للمدينة بنسبة 67.73% من البيض و19.62% من الأمريكيين الأفارقة و0.38% من الأمريكيين الأصليين و6.11% من الأمريكيين ذوي الأصول الآسيوية و0.15% من سكان جزر المحيط الهادئ و1.97% من الأعراق الأخرى و4.03% من عرقين مختلطين أو أكثر و6.62% من الهسبانيون أو اللاتينيون من أي عرق.
بلغ عدد الأسر 165,089 أسرة كانت نسبة 36.1% منها لديها أطفال تحت سن الثامنة عشر تعيش معهم، وبلغت نسبة الأزواج القاطنين مع بعضهم البعض 50.7% من أصل المجموع الكلي للأسر، ونسبة 13.9% من الأسر كان لديها معيلات من الإناث دون وجود شريك، بينما كانت نسبة 4.4% من الأسر لديها معيلون من الذكور دون وجود شريكة وكانت نسبة 30.9% من غير العائلات. تألفت نسبة 23.3% من أصل جميع الأسر من عدة أفراد يعيشون في نفس المنزل ونسبة 7% كانت تتألف من شخص يعيش بمفرده يبلغ من العمر 65 عاماً أو أكثر. وبلغ متوسط حجم الأسرة المعيشية 2.60، أما متوسط حجم العائلات فبلغ 3.08.
بلغ العمر الوسطي للسكان 34.9 عاماً. وكانت نسبة 24% من القاطنين تحت سن الثامنة عشر، وكانت نسبة 10.7% بين الثامنة عشر والرابعة والعشرين عاماً، ونسبة 29% كانت واقعةً في الفئة العمرية ما بين الخامسة والعشرين والرابعة والأربعين عاماً، ونسبة 25.7% كانت ما بين الخامسة والأربعين والرابعة والستين، ونسبة 10.6% كانت ضمن فئة الخامسة والستين عاماً فما فوق. وتوزع التركيب الجنسي للسكان بنسبة 49% ذكور و51% إناث.

## توأمة
لفرجينيا بيتش (فرجينيا) اتفاقيات توأمة مع كل من:
- Bangor, County Down [الإنجليزية]‏ [8]
- ميازاكي [8]
- موس [8]
- اولونجابو [8]
- San Juan del Sur [الإنجليزية]‏ [8]

## أعلام
- جيريمياه دينتون
- غابريلا دوغلاس
- إدغار كايس
- زاك وودز
- برنل ويتيكر
- تشارلز شاييه-لونغ
- جايسون جورج
- ريا سيهورن
- فيرجينيا اندروز
- فاريل ويليامز